# Giorge Díaz
Artikeln följer den spanska namnseden; faderns efternamn är Díaz och moderns efternamn Loren.
Giorge Díaz Loren, född den 16 september 1970 i Manuel Tames, är en kubansk före detta basebollspelare som tog guld för Kuba vid olympiska sommarspelen 1992 i Barcelona.